# Tapacul de Santa Marta
El tapacul de Santa Marta (Scytalopus sanctaemartae) és una espècie d'ocell de la família dels rinocríptids (Rhinocryptidae).

## Hàbitat i distribució
Habita el sotabosc de les selves de muntanya a la Sierra Nevada de Santa Marta, al nord-est de Colòmbia.